# 24 (seizoen 2)
Dit artikel gaat over seizoen 2 van 24, de Amerikaanse televisieserie. Het seizoen ging in première op 28 oktober 2002 en duurde tot en met 20 mei 2003.

## Verhaal
Dag 2 start en eindigt om 8 uur 's ochtends. In dag 2, 18 maanden na seizoen 1, is Jack bezig met het verwerken met de dood van zijn vrouw, Teri Bauer. Zijn dochter Kim ziet hij weinig. Jack werkt niet meer voor CTU. Dan wordt er gebeld en gevraagd of hij mee wil helpen met het zoeken van een atoombom. Het Witte Huis heeft namelijk sterke vermoedens dat er vandaag een terroristische aanslag zal worden gepleegd. De bom zal tot ontploffing gebracht worden boven Los Angeles. Aanvankelijk wil Jack niet meewerken, maar hij bedenkt zich. President Palmer rekent op Jack als de enige man die de terroristen kan vinden, de bom te vinden en onschadelijk te maken.
Jack gaat undercover bij de terroristen om uit te vinden wat ze willen. Hij komt erachter dat ze een bom in CTU willen laten ontploffen. Hij waarschuwt medewerkers van Palmer, die het nieuws weer doorgeven aan CTU, maar daar komt het nieuws te laat aan. Het gebouw van CTU is een ravage en er zijn veel doden en gewonden, maar de apparatuur werkt nog gedeeltelijk.
Het is Jack verder duidelijk geworden dat Nina Myers, de moordenaar van zijn vrouw, informatie over het CTU-gebouw heeft doorgespeeld aan de terroristen. Jack regelt een gesprek met haar. Nina wil in ruil voor immuniteit laten weten aan wie informatie heeft doorgespeeld. Het blijkt Mamud Faheen te zijn. Eerst vliegen Jack, Nina en anderen naar Visalia waar Faheen woont. Nina doet alsof ze ontsnapt is uit de gevangenis en probeert te weten te komen via Faheen wie de bommenlegger is. De verbinding tussen Nina en CTU valt echter weg, vandaar dat CTU denkt dat Nina wil ontsnappen. Ze vallen het gebouw binnen en nemen Faheen en Nina mee. Terwijl ze met Faheen terugvliegen ondervraagt Nina hem. Faheen vertelt haar van alles.
Vervolgens doodt Nina hem, zodat zij de enige is die informatie over de bom heeft en Jack haar niet kan doden vanwege wraakgevoelens. Het vliegtuig wordt even later uit de lucht geschoten door het Coral Snake-team. Men vreest voor het leven van de inzittenden, maar Nina en Jack komen levend uit het toestel. Ze weten door samen te werken met CTU alle leden van het Coral Snake-team om het leven te brengen, op een na, die was op dat moment niet aanwezig. Nina weet een wapen te bemachtigen en dreigt Jack dood te schieten. In een gesprek met de president laat ze weten immuniteit te willen hebben voor het doodschieten van Jack, anders zal ze niet zeggen waar Syed Ali zich bevindt. De president kan niet anders dan akkoord gaan. Toch lukt het om Jack uit de situatie te bevrijden, en Nina geeft de locatie prijs waar Syed Ali zich bevindt.
In tegenstelling tot het vorige seizoen beleeft Kim Bauer alle gebeurtenissen van een afstand, en beleeft ze haar eigen avonturen. Aan het begin van het seizoen is ze au pair, ze verzorgt een meisje in een gezin. Het meisje en de moeder blijken echter mishandeld te worden door de vader.
Een CTU-team en Jack gaan naar Syed Ali. Ze weten daar Kate Warner te bevrijden, een vrouw die Ali genomen had omdat ze te veel wist over hem en zijn plannen. Syed Ali is nergens te vinden. Wat ze wel weet is dat Syed het had over een moskee. Jack weet dat dit het enige spoor is dat hij kan volgen. Misschien ging Syed in een moskee bidden. Vanaf dit moment komen de verhaallijnen met Jack Bauer en de familie Warner samen. De zus van Kate Warner, Marie, blijkt betrokken te zijn bij de plannen met een atoombom, en Kate raakte onbedoeld daarbij betrokken. Kate komt echter goed van pas voor CTU en Jack, omdat ze veel informatie heeft. Bij de zoektocht naar Syed komen ze aan bij een moskee. Kate gaat met klederdracht de moskee binnen en ziet Syed. Wanneer de dienst afgelopen is zoekt iedereen tussen de personen die de moskee uitgaan naar Syed. Hij wordt echter niet gevonden. CTU, Jack en Kate stormen de moskee binnen op zoek naar Syed. Ze vinden een persoon die in brand staat. Aanvankelijk denken ze dat het Syed is die zelfmoord heeft gepleegd, maar al snel blijkt dat het hem niet is. Snel verkennen ze de moskee. Uiteindelijk krijgen ze Syed te pakken.
In het CTU-gebouw zet men Syed gevangen. Ze dreigen zijn vrouw en kinderen te doden als hij niet zal vertellen waar de atoombom is. Door middel van een rechtstreekse verbinding kan Syed zijn vrouw en kinderen zien terwijl ze onder schot worden gehouden. Eerst wordt een zoon doodgeschoten. Syed slaat door en vertelt waar de bom is. Naderhand is te zien dat zijn zoon helemaal niet is doodgeschoten, het is in scène gezet.
De bom ligt op een vliegveld in Los Angeles. Marie zou hem tot ontploffing brengen door met een vliegtuigje boven de stad te vliegen. De bom is niet onschadelijk te maken, en om hem veilig tot ontploffing te laten brengen moet hij met een vliegtuigje boven zee of in de woestijn tot ontploffing worden gebracht. Er zijn verder geen automatische toestellen tot beschikking, dus de piloot zal zichzelf moeten opofferen. Jack besluit dit te doen. Als hij al afscheid heeft genomen van zijn dochter Kim, verschijnt ineens George Mason. Hij had zich verborgen achter in het laadruim van het vliegtuig. Mason had eerder op de dag plutonium ingeademd. Daardoor zal hij niet langer dan een paar dagen te leven hebben. Om te voorkomen dat hij niet meer in staat zou zijn het vliegtuigje veilig naar de woestijn te vliegen besloot Mason pas vlak bij de plaats waar de bom moet ontploffen zich te melden bij Jack. Jack springt met een parachute uit het vliegtuig. Even later weet Mason het toestel op een veilige plaats tot ontploffing te laten brengen.
De dag blijkt echter nog niet afgelopen te zijn. De Amerikaanse regering wil de drie landen die het plan met de bom hebben bedacht aanvallen. De leiders van die landen praten namelijk over de bom op een cassettetape. Michelle Dessler komt er tijdens een ondervraging met Syed Ali achter dat deze opname vals; er is echter bewijs dat die drie landen helemaal niet achter de aanslag zitten, maar dat een geheime opdrachtgever de opdracht heeft gegeven voor de bom, en een nepcassette heeft laten maken om net te doen alsof de leiders van de drie landen erachter zitten. Jack Bauer wil het bewijs verzamelen, en tot die tijd heeft president Palmer de opdracht geen aanval uit te voeren op de drie verdachte landen. Een meerderheid van de regering heeft het idee dat Palmer niet in staat is zijn werk goed te doen, en hij wordt tijdelijk afgezet, terwijl de regering de opdracht geeft de landen aan te vallen. Dan komt het bewijs net op tijd. Palmer houdt een persconferentie waarin hij vertelt over de afgewende ramp. De dag eindigt met een cliffhanger; Palmer krijgt een hand van een zogenaamde fan Mandy (een terrorist, die ook te zien was in seizoen 1 en 4), maar Mandy heeft op haar hand een stuk plastic met een biologisch wapen, waardoor Palmer bewusteloos raakt en inzakt.

## Afleveringen
Het seizoen bestaat uit 24 afleveringen met elk een speelduur van ongeveer 42 minuten, reclame niet meegerekend. De eerste aflevering was reclamevrij en duurde daarom wel 60 minuten.

## Achtergronden
- In de tweede aflevering schrijft Kate Warner op in welke landen in welk jaar Reza in de afgelopen zes maanden had bezocht. Warner schrijft het jaartal 2004 op. Dat zou betekenen dat dit seizoen zich afspeelt ergens in 2004 of 2005.
- Met de drie landen uit het Midden-Oosten die de aanslag in Los Angeles zouden hebben gefinancierd wordt waarschijnlijk Syrië, Saoedi-Arabië en Iran bedoeld. Deze landen worden echter nooit bij de naam genoemd.
- De gebeurtenissen van het begin van de eerste aflevering zouden plaatsvinden in Seoel. De skyline die te zien is is echter die van Singapore.
- In de tweede aflevering van het seizoen is een slordige fout te vinden. Michelle Dessler geeft Jack Bauer informatie terwijl ze in een helikopter zitten, vliegend naar de plaats waar zijn undercoveroperatie gaat beginnen. Vervolgens belt Jack naar George Mason die in CTU zit. Er worden ook beelden vertoond van Michelle die aan het werk is op CTU, terwijl zij een paar seconden eerder nog bij Jack in de helikopter zat.
- Reiko Aylesworth had ook auditie gedaan voor de rol van Kate Warner. Zij mocht uiteindelijk de rol van Michelle Dessler spelen.
- In het audiocommentaar dat bij de dvd zit wordt gezegd dat veel televisieseries te lang duren, bijvoorbeeld zes of zeven jaar. Men wist toen nog niet dat er van 24 ook zes series gemaakt zouden worden, en dat er nog meer gepland staan.
- In seizoen twee werd aan het script toegevoegd dat Tony Almeida last van zijn enkel had, omdat acteur Carlos Bernard in werkelijkheid zijn enkel had geblesseerd tijdens basketballen. Iets soortgelijks gebeurde bij Kiefer Sutherland dit seizoen, hij bezeerde zijn been, en ook dit wordt uitgelegd in de serie.
- Elke acteur moet zijn naamsvermelding delen met een andere acteur. Omdat Harris Yulin zijn naam apart wilde laten verschijnen, en dit niet mogelijk was, werd ervoor gekozen zijn naam helemaal niet te vermelden.
- In een van de scènes maakt Kim Bauer kennis met een bergleeuw. Toen actrice Elisha Cuthbert het dier voorafgaand aan de opnamen op aanraden van de dierentrainer ontmoette, beet de leeuw in haar hand. Ze moest naar het ziekenhuis gebracht worden.
- De scènes waarin president David Palmer in zijn presidentiële vliegtuig zit zijn opgenomen op dezelfde set als die van de films Air Force One en The West Wing.